# Diócesis de Cornélio Procópio
La diócesis de Cornélio Procópio (en latín: Dioecesis Procopiensis y en portugués: Diocese de Cornélio Procópio) es una circunscripción eclesiástica de la Iglesia católica en Brasil. Se trata de una diócesis latina, sufragánea de la arquidiócesis de Londrina. Desde el 22 de junio de 2022 su obispo es Marcos José dos Santos.

## Territorio y organización
La diócesis tiene 6586 km² y extiende su jurisdicción sobre los fieles católicos de rito latino residentes en 19 municipios del estado de Paraná: Cornélio Procópio, Assaí, Congonhinhas, Curiúva, Figueira, Jataizinho, Leópolis, Nova América da Colina, Nova Fátima, Nova Santa Bárbara, Rancho Alegre, Santa Cecília do Pavão, Santa Mariana, Santo Antônio do Paraíso, São Jerônimo da Serra, São Sebastião da Amoreira, Sapopema, Sertaneja y Uraí
La sede de la diócesis se encuentra en la ciudad de Cornélio Procópio, en donde se halla la Catedral de Cristo Rey.
En 2021 en la diócesis existían 25 parroquias agrupadas en 4 sectores pastorales.

## Historia

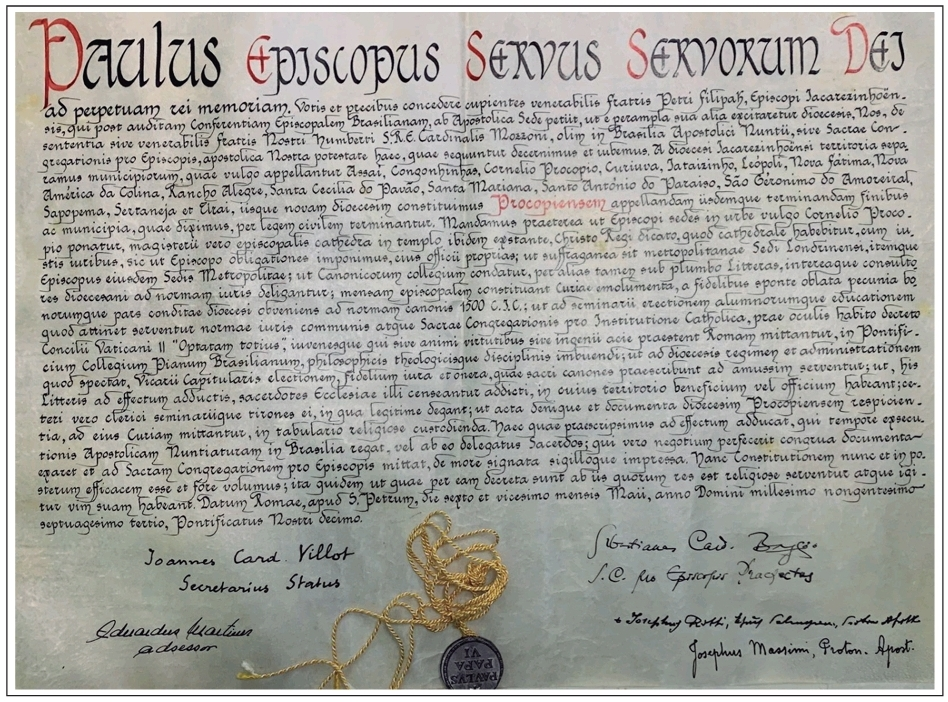
Bula de erección de la diócesis

La diócesis fue erigida el 26 de mayo de 1973 con la bula Votis et precibus del papa Pablo VI, obteniendo el territorio de la diócesis de Jacarezinho.
El 6 de noviembre de 1978, con la carta apostólica Cum Beata Maria, el papa Juan Pablo II confirmó a la Santísima Virgen María, venerada con el título de Inmaculado Corazón, patrona principal de la diócesis.

## Estadísticas
Según el Anuario Pontificio 2022 la diócesis tenía a fines de 2021 un total de 139 950 fieles bautizados.
| Año                                                                             | Población            | Población | Población      | Sacerdotes | Sacerdotes    | Sacerdotes    | Bautizados por sacerdote | Diáconos permanentes | Religiosos | Religiosos | Parroquias |
| Año                                                                             | Bautizados católicos | Total     | % de católicos | Total      | Clero secular | Clero regular | Bautizados por sacerdote | Diáconos permanentes | Varones    | Mujeres    | Parroquias |
| ------------------------------------------------------------------------------- | -------------------- | --------- | -------------- | ---------- | ------------- | ------------- | ------------------------ | -------------------- | ---------- | ---------- | ---------- |
| 1976                                                                            | 305 234              | 343 421   | 88.9           | 29         | 8             | 21            | 10 525                   |                      | 27         | 51         | 21         |
| 1980                                                                            | 250 000              | 304 000   | 82.2           | 28         | 8             | 20            | 8928                     | 1                    | 20         | 54         | 21         |
| 1990                                                                            | 184 000              | 230 000   | 80.0           | 32         | 11            | 21            | 5750                     | 1                    | 23         | 37         | 22         |
| 1999                                                                            | 210 000              | 266 000   | 78.9           | 30         | 19            | 11            | 7000                     |                      | 22         | 33         | 24         |
| 2000                                                                            | 193 500              | 215 000   | 90.0           | 32         | 20            | 12            | 6046                     |                      | 16         | 32         | 25         |
| 2001                                                                            | 179 650              | 201 000   | 89.4           | 33         | 24            | 9             | 5443                     |                      | 21         | 32         | 25         |
| 2002                                                                            | 178 400              | 201 000   | 88.8           | 31         | 21            | 10            | 5754                     |                      | 21         | 34         | 25         |
| 2003                                                                            | 176 100              | 201 000   | 87.6           | 34         | 24            | 10            | 5179                     |                      | 22         | 35         | 25         |
| 2004                                                                            | 156 988              | 198 055   | 79.3           | 35         | 26            | 9             | 4485                     |                      | 21         | 33         | 25         |
| 2006                                                                            | 168 000              | 198 000   | 84.8           | 38         | 30            | 8             | 4421                     |                      | 20         | 30         | 25         |
| 2013                                                                            | 184 500              | 217 700   | 84.7           | 38         | 31            | 7             | 4855                     |                      | 19         | 20         | 25         |
| 2016                                                                            | 189 100              | 222 800   | 84.9           | 40         | 30            | 10            | 4727                     |                      | 14         | 17         | 25         |
| 2019                                                                            | 165 700              | 195 150   | 84.9           | 40         | 30            | 10            | 4142                     |                      | 15         | 15         | 25         |
| 2021                                                                            | 139 950              | 193 370   | 72.4           | 38         | 30            | 8             | 3682                     |                      | 14         | 13         | 25         |
| Fuente: Catholic-Hierarchy, que a su vez toma los datos del Anuario Pontificio. |                      |           |                |            |               |               |                          |                      |            |            |            |

## Episcopologio
- José Joaquim Gonçalves † (14 de junio de 1973-28 de marzo de 1979 renunció)
- Domingos Gabriel Wisniewski, C.M. † (19 de abril de 1979-17 de mayo de 1983 nombrado obispo de Apucarana)
- Getúlio Teixeira Guimarães, S.V.D. † (26 de marzo de 1984-26 de marzo de 2014 retirado)
- Manoel João Francisco (26 de marzo de 2014-22 de junio de 2022 retirado)
- Marcos José dos Santos, desde el 22 de junio de 2022